# 202型潜水艦
202型潜水艦（202がたせんすいかん、ドイツ語: U-Boot-Klasse 202）は、ドイツ連邦海軍（西ドイツ海軍）が運用していた通常動力型潜水艦の艦級。
インジェニエーアコント・リューベック (IKL) によって1957年から設計が開始された。この6人乗りの小型潜水艦は40隻の建造が目指されていたが、技術的な困難と有用性に対する疑問から、最終的に、建造計画は試験的に2隻を建造するのみに削減された。
上記の経緯より、本型は小型ハンターキラー・サブの試作艦と位置付けられており、船体素材としては非磁性鋼が採用されている。兵装は533mm魚雷発射管2門のみで、再装填用の魚雷は搭載されなかった。推進器としては、1番艦の「ハンス・テッヘル」は (205型と同様の) 在来型のスクリューと舵を備えていたが、2番艦の「フリードリヒ・シュラー」はダクテッド・プロペラの一種であるコルトノズルを備えていた。
これら2隻も就役はしたものの短命であり、在役期間は1年に満たず、間もなくして解体処分された。なお本型は試作実験を目的としていたことから、ドイツ潜水艦（Uボート）で一般的なUで始まる艦名ではなく、ドイツ潜水艦建造において重要であった技術者に由来する艦名が与えられている。

## 同型艦
| #    | 艦名                                     | 進水            | 就役            | 退役            | 現況 |
| ---- | ---------------------------------------- | --------------- | --------------- | --------------- | ---- |
| S172 | ハンス・テッヘル Hans Techel             | 1965年 3月15日  | 1965年 10月14日 | 1966年 12月15日 | 解体 |
| S173 | フリードリヒ・シュラー Friedrich Schürer | 1966年 11月10日 | 1966年 4月6日   | 1966年 12月15日 | 解体 |